# Ogygis Undae
Ogygis Undae és una formació geològica de tipus unda a la superfície de Mart, localitzada amb el sistema de coordenades planetocèntriques a -49.37 ° latitud N i 294.93 ° longitud E, que fa 87.7 km de diàmetre. El nom va ser aprovat per la UAI el 17 de setembre de 2015 i fa referència a una característica d'albedo, Ogygis Regio.